# In Your House 6
In Your House 6, origineel bekend als In Your House 6: Rage in the Cage, was een professioneel worstel-pay-per-view (PPV) evenement dat georganiseerd werd door de World Wrestling Federation (WWF, nu WWE). Het was de 6e editie van In Your House en vond plaats op 18 februari 1996 in het Louisville Gardens in Louisville, Kentucky.

## Matches
| Nr. | Match | Winnaar(s)     | Opmerkingen | Bron  |
| --- | --- | -------------- | --- | ----- |
| 1F  | Jake Roberts vs. Tatanka (met Ted DiBiase)                                                                           | Jake Roberts   | Eén-op-één match. Werd vooraf opgenomen om Free For All.                                                            | [ 3 ] |
| 2   | Razor Ramon vs. The 1–2–3 Kid (met Ted DiBiase)                                                                      | Razor Ramon    | Eén-op-één match.                                                                                                   | [ 3 ] |
| 3   | Hunter Hearst Helmsley (met Elizabeth Hilden) vs. Duke Droese                                                        | HHH            | Eén-op-één match.                                                                                                   | [ 3 ] |
| 4   | Yokozuna vs. The British Bulldog (met Jim Cornette)                                                                  | Yokozuna       | Eén-op-één match. Yokozuna won door diskwalificatie.                                                                | [ 3 ] |
| 5   | Shawn Michaels vs. Owen Hart (met Jim Cornette)                                                                      | Shawn Michaels | Eén-op-één match om Number One Contender te worden voor het WWF World Heavyweight Championship op WrestleMania XII. | [ 3 ] |
| 6   | Bret Hart (c) vs. Diesel                                                                                             | Bret Hart      | Steel Cage match voor het WWF World Heavyweight Championship. Hart won door uit de kooi te ontsnappen.              | [ 3 ] |
| 7D  | Ahmed Johnson vs. Isaac Yankem, DDS                                                                                  | Ahmed Johnson  | Eén-op-één Dark match.                                                                                              | [ 3 ] |
| 8D  | The Godwinns (Henry O. Godwinn & Phineas I. Godwinn) (met Hillbilly Jim) vs. The Bodydonnas (Skip & Zip) (met Sunny) | The Godwinns   | Tag Team Dark match.                                                                                                | [ 3 ] |
| 9D  | The Undertaker (met Paul Bearer) vs. Goldust (c) (met Marlena)                                                       | The Undertaker | Eén-op-één Dark match voor het WWF Intercontinental Championship. The Undertaker won door een Count Out.            | [ 3 ] |